# Clytemnestra rostrata
Clytemnestra rostrata är en kräftdjursart som först beskrevs av Brady 1883.  Clytemnestra rostrata ingår i släktet Clytemnestra och familjen Clytemnestridae. Inga underarter finns listade i Catalogue of Life.